# Janet Lewis
Janet Lewis (nacida en Chicago, el 17 de agosto de 1899, y fallecida el 1 de diciembre de 1998 en Los Altos, en California), fue una escritora estadounidense de renombre.

## Biografía
Janet Lewis nació en Chicago, en 1899. Su padre era profesor de inglés. Se formó en Oak Park y tuvo como compañero de clase a Ernest Hemingway.
Se diplomó en la Universidad de Chicago (1920), su especialidad fue la literatura francesa, muy presente en sus novelas. Estuvo unos meses en París, pero regresó a Chicago donde contrajo una tuberculossis en 1922, lo que la obligó a permanecer en un sanatorio hasta 1927. Allí estaba Yvor Winters, aquejado del mismo mal; con él se casará. Se instalaron en California; y ambos enseñaron en la Universidad de Stanford. Luego, Janet Lewis dio clases en la Universidad de California, en Berkeley.
Janet Lewis publicó poesía en la década de 1920. Destacó junto a William Carlos Williams y a Marianne Moore.
Desde 1940 se consagró a la novela histórica de un modo muy personal, basándose en documentación fiable. Destacó ya con The Wife of Martin Guerre, de 1941, breve relato basado en un hecho acaecido en el siglo XVI, en Francia, y que llamó antaño la atención de Montaigne. El libro tras muchas interpretaciones se ha convertido en un clásico.
Luego, aumentó su prestigio con The Trial of Soren Qvist (1947), y The Ghost of Monsieur Scarron (1959), en tiempos de Luis XIV. Las dos suelen reunirse con la primera.
La Fundación Guggenheim la becó para estudiar en París, en 1950. Y colaboró en proyectos de ópera: The Wife of Martin Guerre, musicado por William Bergsma; y The Last of the Mohicans, del compositor Alva Henderson (de 1976), basada en la novela homónima de James Fenimore Cooper.
En 1985, Janet Lewis recibió el premio por su obra Robert Kirsch Award, asociado en Los Angeles al Times Book Prize.

## Obra

### Novelas
- The Invasion: A Narrative of Events Concerning the Johnston Family of St. Mary's (1932)
- The Wife of Martin Guerre (1941), trad. Reino de Redonda
- The Trial of Soren Qvist (1947), trad. Reino de Redonda
- The Ghost of Monsieur Scarron (1959), trad. Reino de Redonda
- Against a Darkening Sky (1985)

- Las tres obras aparecidas en Reino de Redonda están reunidas en Casos de pruebas circunstanciales, DeBolsillo, 2018, con prólogos bien documentados[2]

### Cuentos
- Good-bye, Son, and Other Stories (1946)

### Poemas
- The Indians in the Woods (1922)
- The Wheel in Midsummer (1927)
- The Earth-Bound (1946)
- Poems 1924-1944 (1950)
- The Ancient Ones (1979)
- Poems Old and New 1918-1978 (1981)
- Late Offerings (1988)
- Janet and Deloss: Poems and Pictures (1990)
- The Dear Past and other poems 1919-1994 (1994)
- The Selected Poems of Janet Lewis (2000), antología

### Libretos de ópera
- The Wife of Martin Guerre (1956), de Janet Lewis, música de William Bergsma
- The Last of the Mohicans (1976)
- The Swans (1986)
- The Legend (1987)

### Cine
- La mujer de Martin Guerre, 1982, de su novela The Wife of Martin Guerre, con Gérard Depardieu y Nathalie Baye.